# Edward Janusz
Edward Janusz (ur. 19 października 1850 we Lwowie, zm. 3 marca 1914) – polski oficer w armii austro-węgierskiej i fotograf.

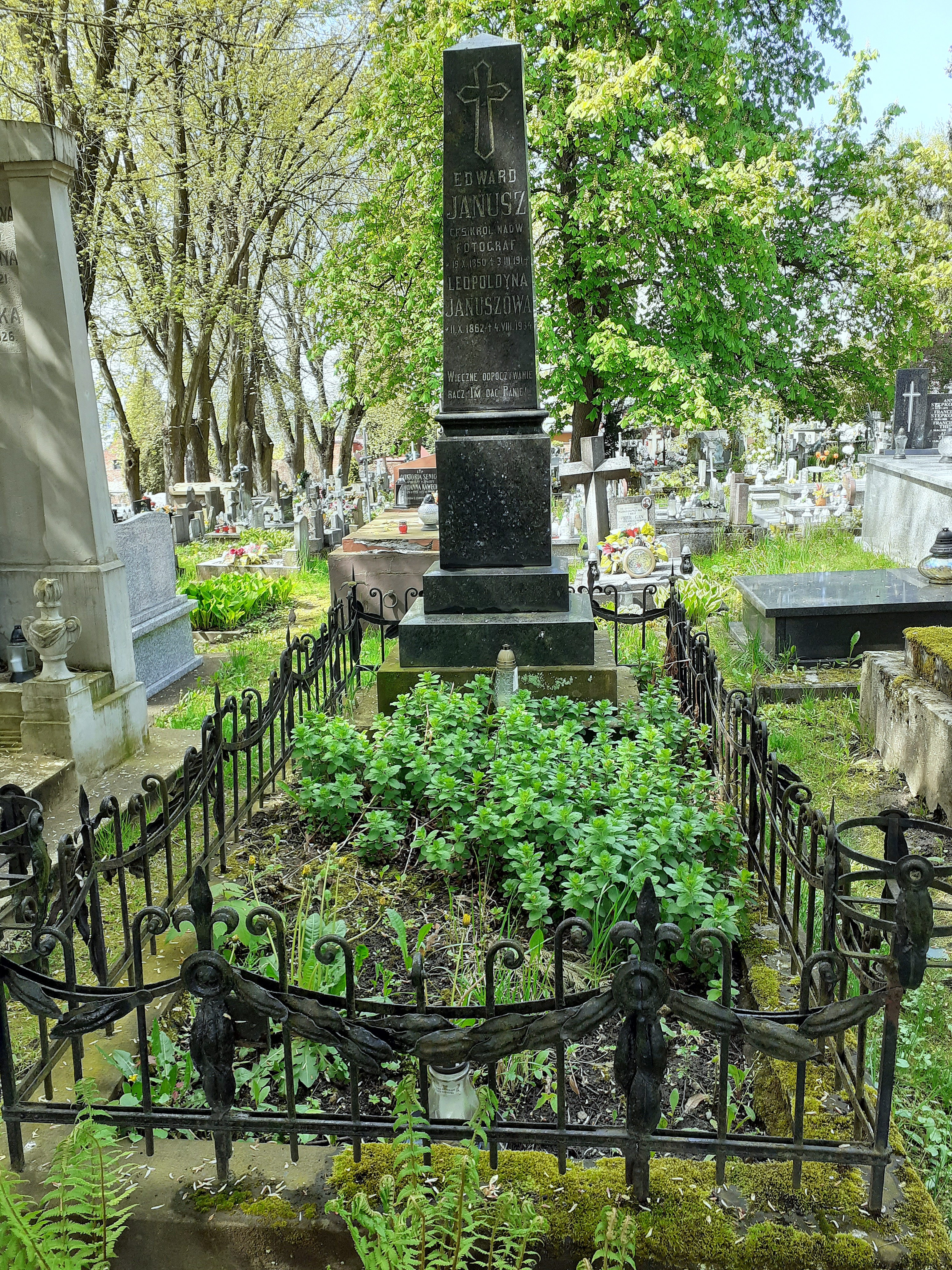
Grobowiec Edwarda i Leopoldyny Januszów

## Życiorys
Był oficerem c. i k. armii w stopniu porucznika. Prowadził zakład fotograficzny w Rzeszowie, który został uznany za jeden z najlepszych w Galicji. Uzyskał tytuł c. k. nadwornego fotografa w 1898. Był jednym z założycieli rzeszowskiego gniazda Polskiego Towarzystwa Gimnastyczne „Sokół”. Zmarł 3 marca 1914.
Zakład Edwarda Janusza mieścił się przy ówczesnej ulicy Sandomierskiej 18 (obecna ulica Grunwaldzka). Funkcjonował od 1886 do 1951 (później prowadziły go żona Janusza, Leopoldyna, a następnie córki Helena i Maria).
Został pochowany na Cmentarzu Pobitno w Rzeszowie.